# Szimeon Varga
Szimeon Varga (maďarsky Varga Szimeon, bulharsky Симеон Варга; * 20. října 1971, Budapešť) je maďarský kulturní organizátor a veřejně známá osobnost bulharské národnosti. Od roku 2014 je historicky prvním bulharským menšinovým přímluvčím v maďarském Zemském sněmu.

## Biografie
Narodil se roku 1971 v Budapešti v tehdejší Maďarské lidová republice do národnostně smíšené bulharsko–maďarské rodiny. V roce 1989 absolvoval bilingvní bulharsko–maďarskou Základní a střední odbornou školu Hriszto Boteva (Hriszto Botev Általános és Szakközépiskola) ve městě Veszprém, kde získal kvalifikaci průvodce a organizátora v cestovního ruchu. Kromě toho v letech 2005 až 2008 vystudoval na Univerzitě svatého Štěpána (Szent István Egyetem) obor kulturní organizace a od roku 2016 je studentem mezinárodních studií na Nemzeti Közszolgálati Egyetem.
Je aktivní také ve veřejném životě budapešťského XXIII. obvodu Soroksár, kde je členem správní rady několika tamějších nadací, přičemž v roce 2010 byl zvolen předsedou občanské domobrany (Soroksári Polgárőrség Egyesület).
V parlamentních volbách v roce 2014 byl zvolen historicky prvním bulharským menšinovým přímluvčím do Zemském sněmu. Následně byl v parlamentních volbách roku 2018 opětovně zvolen na druhé funkční období. V parlamentních volbách v roce 2022 byl zvolen potřetí.